# 吕克·弗里登
吕克·弗里登（盧森堡語發音：[luk ˈfʀi.dən]，1963年9月16日—），卢森堡政治人物、律师，自2023年11月起出任第25任卢森堡首相，基督教社會人民黨，1998年至2013年在卢森堡政府担任多个内阁职务，当中又以财政与预算部长任内将盧森堡法郎过渡到欧元，以及财政部长任内率领卢森堡渡过歐洲主權債務危機而知名。另外，他也是卢森堡商会及欧洲商会主席。
2023年初，他当选基督教社会人民党首席候选人，代表社民党参加10月份举行的大选，最终帮助社民党取得大胜，得票率上涨同时，也保住了21个议。2023年10月9日，他受卢森堡大公亨利委托组建政府，11月17日正式接任格扎维埃·贝泰尔出任卢森堡首相。

## 早年经历
弗里登在卢森堡雅典娜中学读完高中后，到法国、英国、美国留学，获得巴黎第一大学商法学士学位、剑桥大学王后学院比较法硕士学位及哈佛法学院法学硕士学位。
除了母语卢森堡语，弗里登还会说流利的英语、德语和法语，也精通妻子的母语荷蘭語。

## 众议院生涯
1994年，时为基督教民主党（基督教社會人民黨-歐洲人民黨）议会联盟成员的弗里登当选卢森堡众议院议员，以30岁的年纪成为当时最年轻的众议院。担任议员期间，弗里登担任财务委员会和宪法委员会主席，在卢森堡建立宪法法院及独立行政法院过程中充当领头羊。

## 部长生涯
1998年，34岁的弗里登成为让-克洛德·容克政府的司法部长。1998年至2009年，出任财政与预算部长；2004年至2006年，出任国防部长；2009年至2013年，出任财政部长。
财政与预算部长任内，弗里登成功将欧元取代盧森堡法郎。2005年卢森堡担任歐洲聯盟理事會主席國期间，弗里登出任欧洲联盟理事会司法与内政部长理事会主席。财政部长任内，担任卢森堡在经济与财经事务理事会及歐元集團的代表，参与欧元区稳定及欧洲银行联盟的组建工作。弗里登还担任世界银行理事，2013年出任國際貨幣基金組織及世界銀行集團理事会主席。

## 私企生涯
2014年9月，弗里登担任德意志银行副总裁，就与国际和欧洲事务相关的战略问题向管理委员会和高级管理层提供建议。此外还担任德意志银行卢森堡分行顾问委员会主席。2016年初离职。
自2016年起，弗里登担任卢森堡律师事务所Elvinger Hoss Prussen合伙人。2019年至2023年，担任卢森堡商会主席。2022年，担任欧洲议会主席，该组织是欧洲工商业联合会（European Chambers of Commerce and Industry）的商业联盟。另外也是三極委員會成员。

## 首相生涯

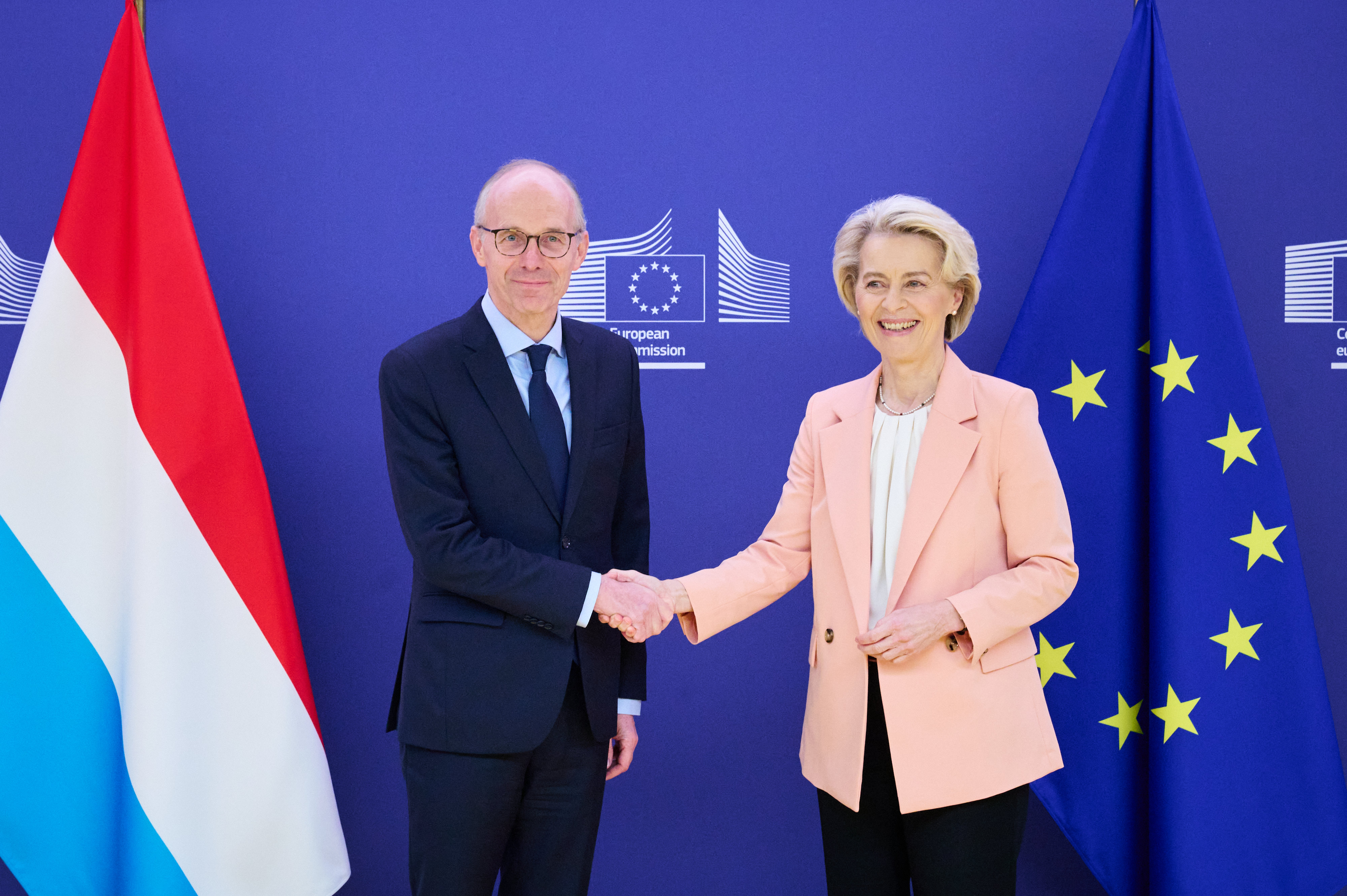
弗里登与欧盟委员会主席乌尔苏拉·冯德莱恩，摄于2023年12月

2023年，弗里登宣布全职回归政坛，其后当选2023年卢森堡大选基督教社會人民黨候选人。最终社民党在大选中取得大胜，取得29.21%的得票率，在卢森堡众议院拿下21席。2023年10月9日，弗里登受卢森堡大公亨利委托组建政府，弗里登代表社民党与民主党进行组建执政联盟的谈判。2023年11月17日，正式接任格扎维埃·贝泰尔出任卢森堡首相。

## 争议
2013年，卢森堡投资人保护组织ProInvest致函欧盟内部市场专员米歇爾·巴尼耶，批评弗里登任命他的高级顾问莎拉·哈比尔普尔（Sarah Khabirpour）出任卢森堡金融监管机构金融监督委员会的主席。
2023年10月，2023年卢森堡大选期间，卢森堡社会工人党的麦克斯·莱纳斯（Max Leners）发布一本长达80页的宣传册子，揭露弗里登的政治过往，批评弗里登担任司法部长期间驱逐未成年人的行为，对劳动法、工作时间和养老金的看法，以及其在卢森堡泄密事件中公开的税务裁决的瓜葛。

## 个人生活
1992年，弗里登与在剑桥读书时认识的荷兰律师玛乔琳·德罗格利弗-福图因（Marjolijne Droogleever-Fortuyn）结婚，两人有两个孩子。